# The Three Shell Game
The Three Shell Game est un film muet américain réalisé par Allan Dwan et sorti en 1911.

## Synopsis
Dick Hankie, un paria, s'échappe à bord d'un wagon de marchandises. Après plusieurs brimades, il trouve refuge au ranch Weston où il est accueilli par Clara et sa mère. Weston, le propriétaire du ranch, et Dick se rendent à la banque où Weston doit rembourser une hypothèque à longue échéance. Avant d'arriver à l'établissement, ils sont attirés par des aventuriers qui parient sur de l'argent. Malgré les remontrances de Dick, Weston se décide à jouer une grosse somme…

## Fiche technique
- Réalisation : Allan Dwan
- Date de sortie : États-Unis : 6 novembre 1911

## Distribution
- J. Warren Kerrigan : Dick Hankie
- Pauline Bush : Clara Weston
- Jack Richardson : the three Shell Gambler
- George Periolat : Weston
- Pete Morrison